# سیارک ۲۵۳۶۷
سیارک ۲۵۳۶۷ (به انگلیسی: 25367 Cicek، نامگذاری:1999TC96) بیست و پنج هزار و سیصد و شصت و هفتمین سیارک کشف شده‌است که در ۲ اکتبر ۱۹۹۹ کشف شد.
قدر مطلق سیارک برابر ۱۳.۵ است.